# العلاقات المجرية المصرية
العلاقات المجرية المصرية هي العلاقات الثنائية التي تجمع بين المجر ومصر.

## مقارنة بين البلدين
هذه مقارنة عامة ومرجعية للدولتين:
| وجه المقارنة                                              | المجر                                                       | مصر           |
| --------------------------------------------------------- | ----------------------------------------------------------- | ------------- |
| المساحة (كم2)                                             | 93.04 ألف                                                   | 1.01 مليون    |
| عدد السكان (نسمة)                                         | 9.78 مليون                                                  | 94.80 مليون   |
| الكثافة السكانية (ن./كم²)                                 | 105.12                                                      | 93.86         |
| العاصمة                                                   | بودابست                                                     | القاهرة       |
| اللغة الرسمية                                             | لغة مجرية                                                   | اللغة العربية |
| العملة                                                    | فورنت مجري                                                  | جنيه مصري     |
| الناتج المحلي الإجمالي (بليون دولار)                      | 139.14 مليار                                                | 235.37 مليار  |
| الناتج المحلي الإجمالي (تعادل القوة الشرائية) بليون دولار | 260.42 مليار                                                | 998.67 مليار  |
| الناتج المحلي الإجمالي الاسمي للفرد دولار أمريكي          | 12.36 ألف                                                   | 3.61 ألف      |
| الناتج المحلي الإجمالي للفرد دولار أمريكي                 | 25.07 ألف                                                   |               |
| مؤشر التنمية البشرية                                      | 0.828                                                       | 0.690         |
| رمز المكالمات الدولي                                      | +36                                                         | +20           |
| رمز الإنترنت                                              | .hu                                                         | .eg، .مصر     |
| المنطقة الزمنية                                           | ت ع م+01:00، ت ع م+02:00، أوروبا/بودابست ‏، توقيت وسط أوروبا | ت ع م+02:00   |

## منظمات دولية مشتركة
يشترك البلدان في عضوية مجموعة من المنظمات الدولية، منها:
| علم المنظمة | اسم المنظمة                               | تاريخ انضمام المجر | تاريخ انضمام مصر |
| ----------- | ----------------------------------------- | ------------------ | ---------------- |
|             | مؤسسة التنمية الدولية                     | 29 أبريل 1985      | 26 أكتوبر 1960   |
|             | يونسكو                                    | 14 سبتمبر 1948     | 22 يناير 1947    |
|             | وكالة ضمان الاستثمار متعدد الأطراف        | 21 أبريل 1988      | 12 أبريل 1988    |
|             | الأمم المتحدة                             | 14 ديسمبر 1955     | 24 أكتوبر 1945   |
|             | الفريق المعني برصد الأرض                  | ?                  | فبراير 2005      |
|             | الاتحاد البريدي العالمي                   | ?                  | ?                |
|             | البنك الدولي للإنشاء والتعمير             | 7 يوليو 1982       | 27 ديسمبر 1945   |
|             | الاتحاد الدولي للاتصالات                  | 1866               | 9 ديسمبر 1876    |
|             | مؤسسة التمويل الدولية                     | 29 أبريل 1985      | 20 يوليو 1956    |
|             | المركز الدولي لتسوية المنازعات الاستشارية | 6 مارس 1987        | 2 يونيو 1972     |
|             | منظمة التجارة العالمية                    | 1995               | 30 يونيو 1995    |
|             | منظمة الشرطة الجنائية الدولية             | ?                  | 7 سبتمبر 1923    |

## أعلام
هذه قائمة لبعض الشخصيات التي تربطها علاقات بالبلدين:
- مجراب
- مريم فخر الدين (ممثلة مصرية، 8 يناير 1933[19] – 3 نوفمبر 2014[19])
- يوسف فخر الدين (ممثل مصري، 15 يناير 1935 – 27 ديسمبر 2002)

## وصلات خارجية
- موقع وزارة الخارجية المجرية
- موقع وزارة الخارجية المصرية